# Йохан фон Рорбах
Йохан фон Рорбах (на немски: Johann von Rohrbach, * пр. 1426, † 1467) е австрийски благородник, имперски граф на Нойбург на Ин, прародител на английската кралица Виктория, на последния германски кайзер Вилхелм II, на белгийския крал Леополд III и на Цита Бурбон-Пармска, последната императрица на Австрия (1892 – 1989).

## Произход и управление
Неговият баща Улрих II фон Рорбах († 1426) е рицар и управител на Господство Зайзенег.
Йохан фон Рорбах е служител и съветник на херцог Фридрих III от Австрия (1415 – 1493), който от 1440 г. е римско-немски крал. През 1452 г. той придружава Фридрих III в Рим и там е направен от него рицар. Като кралски съветник той участва на тържествата по случай женитбата на крал Фридрих III с инфанта Елеонора от Португалия (1436 – 1476) на 16 март 1452 г. в Рим. Присъства и на коронизацията на Фридрих за римски император на 19 март 1452 г. в църквата Св. Петър чрез папа Николай V.
През 1463 г. Йохан фон Рорбах купува замък Нойбург. След това той е направен от императора на новия имперски граф на Графство Нойбург.
Йохан фон Рорбах се жени за Шоластика фон Вайсприах. Нейният малък брат кардинал Буркхард II (* 1420/1423, † 1466) е архиепископ на Залцбург (1461 – 1466).

## Деца
- Христоф фон Рорбах имперски граф на Нойбург на Ин († млад пр. 1476)
- Мария фон Рорбах имперска графиня на Нойбург на Ин († сл. 8 май 1496), ∞ 1467 Себастиан I, имперски граф на Ортенбург († 1490/1491). Деца:
  - Улрих II, граф на Ортенбург († 7 март 1524), ∞ (I) 21 октомври 1500 Вероника фон Айхберг († 1517), ∞ (II) Барбара фон Щархемберг (ок. 1470 – 1519)
    - Александър граф фон Ортенбург (1501 – 1548), ∞ Регина Бианка фрайин фон Волкенщайн-Тростбург]] († 1539), прародител на още съществуващата линия на графовете на Ортенбург и
    - Карл I граф фон Ортенбург (1502 – 1552), ∞ 6 септември 1538 Максимилиана фон Фраунберг графиня на Хааг († 14 сепрември 1559).
      - Анна Мария графиня на Ортенбург (1547 – 1601), дъщеря на граф Карл, ∞ Хартман II господар на Лихтенщайн цу Фелдсберг († 1585)

## Галерия
- Кралица Виктория (1859)
- Императрица Цита през декември 1916